# Esaù

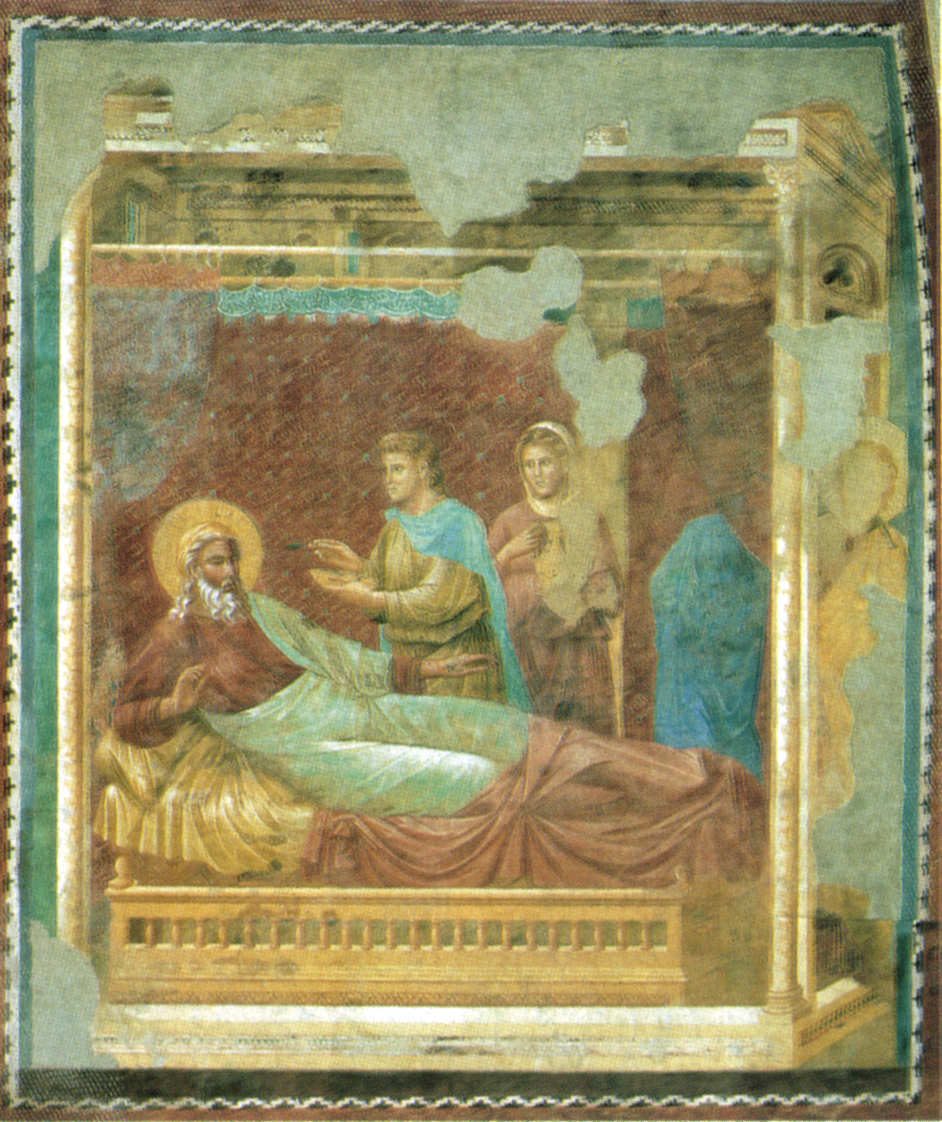
Maestro di Isacco, Esaù respinto da Isacco, ad Assisi.

Esaù (in ebraico עֵשָׂו‎?, Esaù) è un personaggio dell'Antico Testamento, figlio di Isacco e Rebecca e fratello gemello di Giacobbe, le cui vicende sono narrate nella Bibbia, più precisamente nel libro della Genesi.
Il nome Esaù in lingua ebraica significa "peloso" o "ruvido, rude".

## Racconto biblico
Il libro della Genesi ci racconta che quando Esaù nacque, prima di suo fratello gemello Giacobbe, era rossiccio e peloso (cfr. Genesi 25,25).
Crescendo, Esaù si dimostrò abile nella caccia e uomo della steppa, e per questo era prediletto dal padre (cfr. Genesi 25,27-28).
Una volta, rientrato affamato dalla campagna, vide Giacobbe che aveva cotto un piatto di lenticchie. Quando gli chiese da mangiare poiché era sfinito, Giacobbe chiese in cambio la primogenitura, e Esaù accettò (cfr. Genesi 25,29-34).
In seguito perse anche la benedizione di Isacco in punto di morte, riservata al primogenito. Infatti Giacobbe, prima di lui, aveva indossato i suoi abiti e ingannato il padre, che era quasi cieco ma riconosceva i figli dall'odore, e aveva cotto un animale del gregge facendolo passare per sua selvaggina (cfr. Genesi 27,1-29).
Quando si accorse di aver perso anche la benedizione, ottenne da Isacco una benedizione secondaria (cfr. Genesi 27,30-40).
Inizialmente determinato ad uccidere il fratello che l'aveva ingannato, molti anni dopo che Giacobbe era fuggito per evitare la sua ira si riconciliò con lui.

## Esegesi ebraica
Sposò Giuditta Ittita (Genesi 26,34-35), poi Basemath figlia di Elon, anch'essa ittita. Viene detto che ciò "fu causa di amarezza ad Isacco e Rebecca" (Gen 26,35). A tal proposito Rashi spiega che, sapendo ciò, Esaù cercò di ingannare il padre Isacco cambiando il nome di questa sposa in Yehudit, che significa ebrea, affinché non se ne scoprissero le vere origini. Ebbe poi altre mogli, tra cui un'Ismaelita; l'ultima sposa, Oolibama, una cananea, gli diede tre figli maschi, destinati a diventare i progenitori degli Edomiti o Idumei. Esaù è infatti anche noto col nome di Edom, e i suoi discendenti, gli Idumei, vengono identificati secondo la tradizione ebraica con il popolo principale stanziatosi stabilmente per primo nella zona dell'Italia, e quindi con l'Impero Romano e successivamente con la Cristianità in generale: una delle fonti è anche Bereshit Rabbah, la raccolta dei Midrashim riguardante il primo libro del Pentateuco del Tanakh, Genesi.
Esaù venne partorito per primo, poi Giacobbe uscì dal "ventre" della madre Rebecca nell'atto di afferrare il tallone del primo (da ciò il nome di Giacobbe, il cui nome si traduce “colui che soppianta” (lett. che tiene il tallone del piede). Giacobbe viene considerato comunque primogenito dei due gemelli, anche se Esaù uscì per primo, perché aveva comprato la primogenitura del fratello Esaù, in cambio di un piatto di lenticchie e di pane; Esaù non rifiutò, poiché era affamato e stanco al ritorno dalla caccia. Dopo aver lottato una notte intera con Dio e riuscito sino all'alba a vincerlo, Giacobbe ebbe il suo nome mutato in Israel, ”colui che contende con Dio” poiché aveva combattuto con un essere divino ed era riuscito.
Per la Torah Esaù viene considerato ebreo apostata.

## Citazioni letterarie
Nella Divina Commedia, secondo alcuni critici, Esaù potrebbe essere «colui / Che fece per viltade il gran rifiuto» nel Canto III dell'Inferno. Il primo a citare questa identificazione fu Giovanni Boccaccio. Qualche anno dopo Benvenuto da Imola si dichiara favorevole alla identificazione di Esaù.
In epoca moderna, Bruno Maier riporta come inverosimile questa ed altre ipotesi. Anche nel commento a cura di Emilio Pasquini e Antonio Quaglio viene attribuito "scarso fondamento" a questa particolare ipotesi (ed. Garzanti, Milano 1988).
L'identificazione di tale personaggio è comunque difficile.
Nella raccolta Nuove liriche (1909) della poetessa Vittoria Aganoor appare una poesia dal titolo Esaù che ripercorre le vicende del personaggio biblico.